# The Dennis Wheatley Library of the Occult
The Dennis Wheatley Library of the Occult war eine von dem britischen Bestsellerautor Dennis Wheatley beim Londoner Sphere-Verlag zwischen 1974 und 1977 in 45 Bänden erschienene Buchreihe.
Die im Taschenbuchformat erschienenen Bände enthielten (teilweise schon lange vergriffen gewesene) Klassiker der phantastischen Literatur (zum Beispiel Hodgsons Carnacki, the Ghost-Finder, Bd. 5, oder Crawfords Witch of Prague, Bd. 8), vom Herausgeber zusammengestellte Anthologien sowie verschiedene Sachbücher und Monographien zu Themen des Okkultismus, Aberglauben und Satanismus (zum Beispiel Blavatskys: Studies in Occultism, Bd. 4). Auch Goethes Faust (Bd. 15) wurde vom Herausgeber offenbar zum Genre gerechnet.
Die in der Reihe erschienenen Titel sind:
01: Bram Stoker: Dracula. 1974, ISBN 0-7221-8184-1.
02: Guy Endore: The Werewolf of Paris. 1974, ISBN 0-7221-3333-2.
03: Aleister Crowley: Moonchild. 1974, ISBN 0-7221-2703-0.
04: Helena Petrovna Blavatsky: Studies in Occultism. 1974, ISBN 0-7221-1701-9.
05: William Hope Hodgson: Carnacki, the Ghost-Finder. 1974, ISBN 0-7221-4613-2.
06: Elliott O’Donnell: The Sorcery Club. 1974, ISBN 0-7221-6505-6.
07: Paul Tabori: Harry Price: The Biography of a Ghost-Hunter. 1974, ISBN 0-7221-8326-7.
08: Francis Marion Crawford: The Witch of Prague. 1974, ISBN 0-7221-2683-2.
09: Dennis Wheatley (Hrsg.): Uncanny Tales 1. 1974, ISBN 0-7221-9036-0.
10: Alfred Edward Woodley Mason: The Prisoner in the Opal. 1974, ISBN 0-7221-5913-7.
11: John William Brodie-Innes: The Devil's Mistress. 1974, ISBN 0-7221-4920-4.
12: Cheiro: You and Your Hand. 1974, ISBN 0-7221-2262-4.
13: Marjorie Bowen: Black Magic: A Tale of the Rise and Fall of the Antichrist. 1974, ISBN 0-7221-1815-5.
14: Philip Bonewits: Real Magic :  An introductory treatise on the basic principles of yellow magic. 1974, ISBN 0-7221-1770-1.
15: Johann Wolfgang Goethe: Faust. 1974, ISBN 0-7221-3921-7.
16: Dennis Wheatley (Hrsg.): Uncanny Tales 2. 1974, ISBN 0-7221-9037-9.
17: John Buchan: The Gap in the Curtain. 1974, ISBN 0-7221-2027-3.
18: Zolar: The Interpretation of Dreams. 1977, ISBN 0-7221-9429-3.
19: Alfred Métraux: Voodoo. 1974, ISBN 0-7221-6060-7.
20: Robert Hugh Benson: The Necromancers. 1974, ISBN 0-7221-1615-2.
21: Dennis Wheatley (Hrsg.): Satanism and Witches : Essays and Stories. 1974, ISBN 0-7221-9038-7.
22: Joan Grant: The Winged Pharaoh. 1974, ISBN 0-7221-3994-2.
23: Joris-Karl Huysmans: Down There. 1974, ISBN 0-7221-4838-0.
24: Matthew Gregory Lewis: The Monk. 1974, ISBN 0-7221-5525-5.
25: Alexandre Dumas: Horror at Fontenay. 1975, ISBN 0-7221-3095-3.
26: Donald McCormick: The Hell-Fire Club : The story of the Amorous Knights of Wycombe. 1975, ISBN 0-7221-5909-9.
27: Marie Corelli: The Mighty Atom. 1975, ISBN 0-7221-2544-5.
28: Frances Mossiker: The Affair of the Poisons. 1975, ISBN 0-7221-6245-6.
29: Hilda Lewis: The Witch and the Priest. 1975, ISBN 0-7221-5519-0.
30: Julian Franklyn: Death by Enchantment : An examination of ancient and modern witchcraft. 1975, ISBN 0-7221-3640-4.
31: Ida Prangley: Fortune Telling by Cards. 1975, ISBN 0-7221-9042-5.
32: Peter Saxon: Dark Ways to Death. 1975, ISBN 0-7221-7655-4.
33: William Hope Hodgson: The Ghost Pirates. 1975, ISBN 0-7221-4614-0.
34: Gaston Leroux: The Phantom of the Opera. 1975, ISBN 0-7221-5494-1.
35: Charles Williams: The Greater Trumps. 1975, ISBN 0-7221-9144-8.
36: Maurice Magre: The Return of the Magi. 1975, ISBN 0-7221-5845-9.
37: Dennis Wheatley (Hrsg.): Uncanny Tales 3. 1975, ISBN 0-7221-9039-5.
38: Evelyn Eaton: The King Is a Witch. 1976, ISBN 0-7221-3192-5.
39: Mary Shelley: Frankenstein. 1976, ISBN 0-7221-7772-0.
40: Lord Dunsany: The Curse of the Wise Woman. 1976, ISBN 0-7221-3135-6.
41: Sax Rohmer: Brood of the Witch Queen. 1976, ISBN 0-7221-7440-3.
42: Pedro McGregor: Brazilian Magic: Is It The Answer? 1976, ISBN 0-7221-5941-2.
43: Jack Williamson: Darker Than You Think. 1976, ISBN 0-7221-9166-9.
44: Charles Williams: War in Heaven. 1976, ISBN 0-7221-9156-1.
45: John Cowper Powys: Morwyn. 1977, ISBN 0-7221-6980-9.